# Paul Frank
Paul Frank Industries — калифорнийская  компания, продающая одежду и аксессуары. Штаб-квартира компании расположена в Лос-Анджелесе, Калифорния, США.

## История
Компания основана в 1995 году, как партнёрство между Полом Фрэнком и двумя местными бизнесменами. Изначально компания делала виниловые сувениры для своих друзей. Кошельки и сумки, которые они производили, стали местной сенсацией. С тех пор компания выросла в глобальный бренд, имеющий сеть собственных магазинов.
8 ноября 2005 года, Пол Фрэнк покинул компанию, но остался акционером.